# Leonardo Barozzi
Pour les articles homonymes, voir Barozzi.
Leonardo Barozzi est un gardien international italien de rink hockey né en 1987. Il évolue, en 2015, au sein du CGV Viareggio.

## Palmarès
En 2015, il participe au championnat du monde de rink hockey en France.